# بیلی د کید
بیلی د کید یا بیلی کوچیکه (انگلیسی: Billy the Kid؛ ۱۷ سپتامبر ۱۸۵۹ – ۱۴ ژوئیهٔ ۱۸۸۱) هفت‌تیرکش آمریکایی دورهٔ غرب وحشی بود. او به خاطر یاغیگری‌ها و به‌ویژه شرکت در جنگ لینکن کانتی نیومکزیکو مشهور است که هشت نفر را در آن کشت.
نام اصلی او هنری مک کارتی بود و وقتی تنها 14 سال داشت در ازای یک اتاق برای صاحبکارش کار می کرد، اولین دستگیری او بخاطر دزدی مواد غذایی در سن 16 سالگی بود دو سال بعد او یک آهنگر را کشت به همین دلیل به نیومکزیکو فرار کرد که البته در آنجا هم هشت نفر را کشت، در نهایت توسط کلانتر پت گَرِت دستگیر شد و به اعدام محکوم شد اما مک کارتی از دست کلانتر فرار کرد و در حین فرار نیز دو نفر از سربازان کلانتر هم به قتل رساند و بیش از دو ماه مخفی شد اما سرانجام کلانتر پت گَرِت او را پیدا کرد و در جولای 1881 او را کشت. مک کارتی در زمان مرگ تنها 21 سال سن داشت.